# Tubercul genital
Tuberculul genital este o formațiune compusă din țesut conjunctiv prezentă la embrionul mamiferelor, reprezentând primordiul organelor erectile: clitoris (femelă) sau penis (mascul). Tuberculul genital se formează în regiunea ventrală a cloacei la ambele sexe.
În cazul omului, tuberculul genital începe să se individualizez în a 4-a săptămână a dezvoltării intrauterine. La finele săptămânii a 9-a are loc diferențierea sexuală, dezvoltându-se în clitoris la embrionul feminin sau în penis la embrionul masculin.